# Le Reflet de Claude Mercœur
Le Reflet de Claude Mercœur est un film muet français réalisé par Julien Duvivier, sorti en 1923.

## Synopsis
Le ministre Claude Mercœur, surchargé de travail et d'obligations, accepte les offres de service d'un sosie, Raoul Berjean, qui le remplace pour certaines de ses activités. Abusée par la ressemblance, la fiancée de Mercœur, Gilberte, est touchée des attentions que lui prodigue ce fiancé jadis si préoccupé. Raoul qui l'aime voudrait mettre fin à cette situation. On le retrouve plus tard, mort d'une balle au cœur et défiguré. Gilberte ne reconnaissant plus son fiancé, rend sa parole à Mercœur.

## Fiche technique
- Titre : Le Reflet de Claude Mercœur
- Réalisation : Julien Duvivier
- Scénario : Julien Duvivier, d'après le roman de Frédéric Boutet
- Adaptation : Julien Duvivier
- Décors : Gaston David
- Photographie : Paul Parguel, Paul Thomas
- Régisseur : Jean-François Martial
- Lieux de tournage : Studios de Saint-Laurent-du-Var[1]
- Société de production : Les Films Julien Duvivier | Isis Film
- Société de distribution : Agence Générale Cinématographiques
- Pays de production :  France
- Langue : film muet avec les intertitres  en français
- Format : Noir et blanc  — 35 mm — 1,33:1 — Film muet
- Métrage : 2 135 mètres (6 bobines)
- Genre : Film dramatique
- Durée : 71 minutes et 10 secondes
- Dates de sortie : 
  - France : 4 mai 1923

## Distribution
- Camille Beuve : Le docteur Vautier
- Gaston Jacquet : Claude Mercœur et Raoul Berjean
- Jean Prévost : Jacques Benoit
- Maud Richard : Gilberte Heurlize
- Maurice Violette : Jérôme de Prévert
- Jean Lorette